# Marc Libbra
Marc Libbra (ur. 5 sierpnia 1972 w Tulonie) – piłkarz (a także piłkarz plażowy)francuski grający na pozycji napastnika.

## Kariera klubowa
Karierę piłkarską Libbra rozpoczął w klubie Olympique Marsylia. W 1990 roku awansował do kadry pierwszego zespołu Olympique. W Ligue 1 zadebiutował 1 maja 1992 roku w wygranym 1:0 wyjazdowym meczu z Lille OSC. W sezonie 1991/1992 wywalczył mistrzostwo Francji, ale rozegrał w nim 1 mecz. Latem 1992 został wypożyczony na sezon do drugoligowego FC Istres. W 1993 roku wrócił do Olympique. W 1996 roku awansował z nim z Ligue 2 do Ligue 1. W Olympique grał do końca 1997.
W 1998 roku Libbra odszedł z Olympique do En Avant Guingamp. W 1998 roku ponownie zmienił klub i przeszedł do grającego w Ligue 2, AS Cannes. Z kolei w 1999 roku odszedł do innego drugoligowca, Toulouse FC. W 2000 roku wywalczył z nim awans do Ligue 1.
Na początku 2001 roku Libbra wyjechał z Francji i został piłkarzem szkockiego Hibernianu, z którym wystąpił w finale Pucharu Szkocji. Latem 2001 przeszedł do angielskiego Norwich City, grającego w Division One. W 2002 roku wrócił do Francji i grał w US Créteil-Lusitanos, a w sezonie 2003/2004 w trzecioligowym Gazélec Ajaccio. Karierę kończył w 2005 roku w szkockim Livingston.
| Sezon   | Klub                 | Kraj    | Rozgrywki            | Mecze | Bramki |
| ------- | -------------------- | ------- | -------------------- | ----- | ------ |
| 1990/91 | Olympique Marsylia   | Francja | Ligue 1              | 0     | 0      |
| 1991/92 | Olympique Marsylia   | Francja | Ligue 1              | 1     | 0      |
| 1992/93 | FC Istres            | Francja | Ligue 2              | 10    | 1      |
| 1993/94 | Olympique Marsylia   | Francja | Ligue 1              | 13    | 1      |
| 1994/95 | Olympique Marsylia   | Francja | Ligue 2              | 37    | 7      |
| 1995/96 | Olympique Marsylia   | Francja | Ligue 2              | 38    | 14     |
| 1996/97 | Olympique Marsylia   | Francja | Ligue 1              | 35    | 9      |
| 1997/98 | Olympique Marsylia   | Francja | Ligue 1              | 6     | 0      |
| 1997/98 | EA Guingamp          | Francja | Ligue 1              | 13    | 1      |
| 1998/99 | AS Cannes            | Francja | Ligue 2              | 29    | 8      |
| 1999/00 | Toulouse FC          | Francja | Ligue 2              | 34    | 11     |
| 2000/01 | Toulouse FC          | Francja | Ligue 1              | 15    | 1      |
| 2000/01 | Hibernian            | Szkocja | Premier League       | 15    | 1      |
| 2001/02 | Norwich City         | Anglia  | Division One         | 34    | 7      |
| 2002/03 | US Créteil-Lusitanos | Francja | Ligue 2              | 30    | 5      |
| 2003/04 | Gazélec Ajaccio      | Francja | Championnat National | 25    | 10     |
| 2004/05 | Livingston           | Szkocja | Premier League       | 11    | 0      |